# 마린코 갈리치
마린코 갈리치(Marinko Galič)는 슬로베니아의 전 축구 선수였다. 2002 한일 월드컵에 참가한 바 있다.